# Бутаков Борис Іванович
Бутаков Борис Іванович (нар. 26 вересня 1938, селище Єртарка, Тугулимський район , Свердловська область, Росія) — український вчений у галузі технології обробки твердого і рідкого металу, що кристалізується, доктор технічних наук (1993), професор.

## Біографія
Сім класів середньої школи Борис Іванович закінчує у 1953 році і в цьому ж році поступає в Свердловський машинобудівний технікум, після закінчення якого служить в лавах Радянської армії.
Б.Бутаков почав трудову діяльність с 1960 року на Уральському заводі тяжкого машинобудування (Уралмаш). З 1961 по 1976 р.р. працює інженером-дослідником, старшим науковим співробітником в НІІТЯЖМАШе Уралмашзаводу. Після закінчення вечірнього відділення Уральського політехнічного інституту в 1966 р. і заочної аспірантури в 1974 р. захистив дисертацію на здобуття наукового ступеня кандидата технічних наук за спеціальністю 05.02.08 — технологія машинобудування. З 1976 по 1998 р.р. працює в інституті імпульсних процесів і технологій НАН України у м. Миколаєві завідувачем відділом. У 1993 році захистив дисертацію на здобуття наукового ступеня доктора технічних наук у раді при Інституті проблем матеріалознавства НАН України за спеціальністю 05.02.01 — матеріалознавство у машинобудуванні. З 1998 по 2002 р.р. працює головним спеціалістом на Миколаївському глиноземному заводі, з 2002 року завідувач кафедри експлуатації та технічного сервісу машинно-тракторного парку, а з 2011 р. по теперішній час є завідувачем кафедрою транспортних технологій і технічного сервісу Миколаївського національного аграрного університету.
Впродовж більш ніж трьох десятиліть своєї наукової діяльності Борис Іванович Бутаков опублікував понад 600 наукових праць, у тому числі 3 книги і 80 авторських свідоцтв РССР і патентів Росії та України на винаходи. Він є науковим керівником 20 наукових робіт та відповідальним виконавцем 12 наукових робіт. Крупний спеціаліст в галузі зовнішніх фізичних впливів на структуру и фізико-механічні властивості металів і сплавів. Ним розроблені наукові принципи технологій для значного підвищення фізико-механічних властивостей деталей, злитків і відливок, як по всьому об'єму при електрогідроімпульсній обробці рідких і металів, що кристалізуються, так і в поверхневому шарі в процесі його холодного пластичного деформування. Крім того їм вперше розроблено і запатентовано (10 патентів Росії і України) технології і обладнання для електрогідравлічної очистки нежорстких металічних деталей від технологічних відкладень і електромеханічного зміцнення крупних металічних деталей за допомогою електрогідравлічного ефекту.
Під його керівництвом захищено дві кандидатських дисертації, був офіційним опонентом декількох докторських дисертацій, написано рецензії на навчальні посібники та монографії. В теперішній час є науковим керівником 3-х здобувачів. Слід відмітити, що протягом останніх 8-ми років студенти під керівництвом проф. Бутакова Б. І. виступили з доповідями на 20 Міжнародних науково-технічних конференціях. При цьому ними опубліковано більш 140-а наукових робіт і отримано декілька патентів України на винаходи. Під науковим керівництвом професора Бутакова Б. І. студенти неодноразово були переможцями і призерами Всеукраїнських і регіональних наукових конкурсів та олімпіад, а у 2006 році магістрант 6 курсу Марченко Д. Д. отримав премію НАН України за найкращу наукову роботу для студентів вищих навчальних закладів України.

## Основні напрямки наукової діяльності
1. Дослідження і розробка технології поверхневого пластичного деформування деталей методом огинання роликами, за допомогою голчастих роликів і роликів з биттям робочого профілю. Дослідження впливу цієї технології на зносостійкість і контактну міцність.
2. Дослідження і розробка імпульсних технології з використанням електрогідравлічного ефекту при високовольтному розряді в рідині.

Бутаков Борис Іванович здійснив значний внесок у вітчизняну науку, який полягає в тому, що він розробив ряд принципово нових методологій, які не мають на сьогоднішній день аналогів, основними із них є:
1. Методологія суміщення чистового і зміцнюючого обкатування деталей роликами, що призводить до значного підвищення втомної і контактної міцності та зносостійкості деталей і вузлів, опублікована в книзі.
2. Методологія електрогідроімпульсного впливу на рідкий і метал, що кристалізується, основана на врахуванні параметрів хвилі стискання (тиск, швидкість, прискорення, інтенсивність, градієнт тиску) і акустичних властивостей металу, що обробляється, забезпечить зниження енергетичних витрат на порядок, опублікована в книзі.
3. Методологія статистичної оцінки дифузійного переносу хімічних елементів з глибини зміцненого шару на поверхню деталі за допомогою градієнту щільності дислокацій.
4. Методологія статистичної оцінки точності визначення глибини пластичної деформації по зміні умовної межі текучості, опублікована в книзі.

Інноваційні технології та обладнання, що розроблені по всім пунктам методологій, впроваджені у виробництво і використовуються на підприємствах України та Росії. Тільки на Миколаївському глиноземному заводі за госпдоговорами отриманий річний економічний ефект, що перевищує 2 млн доларів США. Патент України «Спосіб чистової та зміцнюючої обробки поверхонь тіл обертання складного профілю і пристрій для його здійснення» впроваджений у виробництво на ТОВ «Сервісний центр „Металург“» компанії «Російський алюміній» для зміцнення канатних блоків судноперевантажувачів і визнано найкращим в номінації «Найкращий винахід-2011 у Миколаївській області» на Всеукраїнському конкурсі «Винахід-2011».
Вказані дослідження та розробки були висвітлені у засобах інформації України, Росії, Білорусі, США, Польщі, Англії, Франції, Японії та Італії з урахуванням того, що вони послужили потужним проривом в галузі сучасної технології машинобудування та металургії